# Mario Yamasaki
Mario Yamasaki (São Paulo, 1964. április 22. –) amerikai-brazil cselgáncsozó. Cselgáncsban és brazil dzsúdzsucuban is negyedik rangú fekete övvel rendelkezik. Unokatestvére az olimpikon cselgáncsozó Shigueto Yamasaki.

## Magánélete
Felváltva él São Paulo és Bethesda városaiban. Egy brazil dzsúdzsucu-iskolalánc tulajdonosa. Van egy építőipari cége is az Egyesült Államokban.